# Tofiq Əhmədov
Tofiq Əhmədov –también escrito como Tofik Ahmedov– (19 de agosto de 1978) es un deportista azerbaiyano que compitió en boxeo. Ganó una medalla de bronce en el Campeonato Mundial de Boxeo Aficionado de 2003, en el peso superligero.

## Palmarés internacional
| Campeonato Mundial | Campeonato Mundial  | Campeonato Mundial | Campeonato Mundial |
| Año                | Lugar               | Medalla            | Categoría          |
| ------------------ | ------------------- | ------------------ | ------------------ |
| 2003               | Bangkok (Tailandia) | Medalla de bronce  | 64 kg              |